# Ischnopsyllus variabilis
Ischnopsyllus variabilis är en loppart som först beskrevs av Wagner 1898.  Ischnopsyllus variabilis ingår i släktet Ischnopsyllus och familjen fladdermusloppor. Inga underarter finns listade i Catalogue of Life.